# Анапа (линейный корабль, 1829)
«Анапа» — парусный линейный корабль Черноморского флота Российской империи, находившийся в составе флота с 1828 по 1850 год, один из кораблей типа «Императрица Мария», участник Босфорской экспедиции и создания Кавказской укреплённой береговой линии. Во время несения службы использовался для высадки десантов, перевозки войск, участвовал в практических и крейсерских плаваниях в Чёрном море. По окончании службы был разобран.

## Описание корабля
Один из трёх парусных линейных кораблей типа «Императрица Мария», строившихся по чертежам адмирала А. С. Грейга в Николаеве с 1826 по 1829 год. Длина корабля составляла 59,8 метра, ширина — 15,7 метра, а осадка — 6,1 метра. Корабли этого типа относились к кораблям 84-пушечного ранга, однако фактически имели большее количество орудий, так на «Анапе» их число достигало 108.
Корабль был назван в честь взятия 12 (24) июня 1828 года турецкой крепости Анапа эскадрой адмирала А. С. Грейга и был вторым из двух парусных линейных кораблей российского флота, носивших это имя. Первый корабль был построен в 1807 году и назван в честь взятия Анапы русской эскадрой 29 апреля (11 мая) 1807 года. Также в составе флота несла службу одноимённая парусно-винтовая шхуна 1850 года постройки.

## История службы
Линейный корабль «Анапа» был заложен 22 июля (3 августа) 1828 года на стапеле Спасского адмиралтейства в Николаеве и после спуска на воду 7 (19) сентября 1829 года вошёл в состав Черноморского флота России. Строительство вёл кораблестроитель М. И. Суровцов. В следующем 1830 году корабль перешёл из Николаева в Севастополь.
В кампании 1831 и 1832 годов в составе эскадр кораблей Черноморского флота принимал участие в практических и крейсерских плаваниях в Чёрном море.

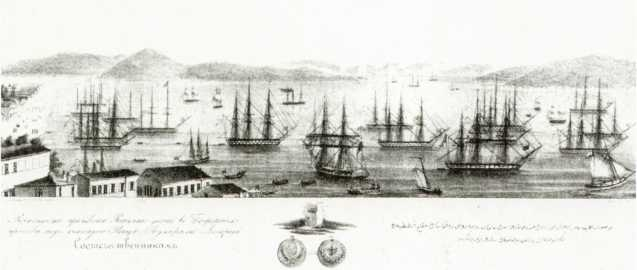
Эскадра Черноморского флота в Босфоре. Гравюра 1830-х годов

В кампанию 1833 года в составе эскадры под общим командованием контр-адмирала М. П. Лазарева принимал участие в экспедиции Черноморского флота на Босфор. 2 (14) февраля корабли эскадры покинули Севастополь и к 8 (20) февраля прибыли в Буюк-дере. 28 июня (10 июля) на корабли были погружены войска и эскадра вышла из пролива Босфор обратно в Чёрное море. Высадив войска в Феодосии к 22 июля (3 августа) корабли эскадры вернулись в Севастополь. В кампанию того же года корабль также выходил в крейсерское плавание в Чёрное море. Во время экспедиции командир корабля был награждён турецкой золотой медалью.
В 1834, 1835 и 1837 годах вновь находился в плаваниях в Чёрном море в составе практических эскадр, а в кампанию 1837 года в марте и апреле также в составе эскадры принимал участие в перевозке 13-й дивизии из Одессы в Севастополь. В 1838 году в очередной раз находился в практическом плавании в составе эскадры. 
В составе эскадры вице-адмирала М. П. Лазарева принимал участие в создании Кавказской укрепленной береговой линии. 10 (22) мая и 22 мая (3 июня) 1840 года высаживал десанты для взятия Вельяминовского и Лазаревского фортов, ранее захваченных горцами.
Кампании с 1841 по 1844 год корабль провёл в практических и крейсерских плаваниях в Чёрном море. В 1845 году линейный корабль «Анапа» был отчислен к порту, а по окончании службы в 1850 году — разобран.

## Командиры корабля
Командирами линейного корабля «Анапа» в разное время служили:
- капитан 1-го ранга С. М. Михайли (1830—1832 годы)[12];
- капитан 1-го ранга Г. И. Немтинов (1833—1835 годы)[13];
- капитан 2-го ранга, а с 18 (30) апреля 1837 года капитан 1-го ранга П. И. Щербачев (1836—1844 годы)[14].